# Chakhon Philakhlang
Chakhon Philakhlang (tiếng Thái: ชาคร พิลาคลัง, sinh ngày 8 tháng 3 năm 1998), còn được biết với tên đơn giản Flok (tiếng Thái: โฟล์ก), là một cầu thủ bóng đá người Thái Lan thi đấu ở vị trí thủ môn cho câu lạc bộ Giải bóng đá Ngoại hạng Thái Lan Chonburi.

## Danh hiệu

### Quốc tế
U-19 Thái Lan
- Giải vô địch bóng đá U-19 Đông Nam Á
  -  Vô địch (1): 2015